# Eduard Eichel
Eduard Eichel (* 21. Dezember 1880 auf Gut Linow; † 3. Mai 1956) war ein deutscher Vizeadmiral der Kriegsmarine.

## Leben
Eduard Eichel trat am 10. April 1899 in die Kaiserliche Marine ein. 1910 war er als Kapitänleutnant Führer der 5. Kompanie der I. Werftdivision. Später war er bis August 1914 als Assistenz in der militärisch-politischen Gruppe im Admiralstab der Marine. Anschließend war er bis September 1915 als Navigationsoffizier auf der Moltke. Dann kam er als Assistenz wieder in den Admiralstab und wurde dort später u. a. Dezernent in der militärisch-politischen Gruppe. Am 19. April 1916 wurde er zum Korvettenkapitän befördert. Im Admiralstab war er ab August 1918 in der Seekriegsleitung bis Kriegsende als Dezernent tätig. Am 7. November 1919 wurde er aus der Marine verabschiedet.
Am 10. September 1920 wurde er für die Reichsmarine wieder aktiviert und hier am 1. Dezember 1921 zum Fregattenkapitän befördert. Ab Ende 1923 war er Chef des Stabes bei Oberbefehlshaber der Seestreitkräfte. Am 1. Mai 1924 folgte seine Beförderung zum Kapitän zur See. Vom 24. März 1925 bis 23. September 1926 war er Kommandant des Kleinen Kreuzers Amazone. Anschließend wurde er Leiter der Marineausbildungsabteilung (A IV) im Marinekommandoamt in Berlin. Ab Oktober 1928 war er als Nachfolger von Konteradmiral Walther Franz Oberwerftdirektor der Marinewerft Wilhelmshaven, wurde hier am 1. November 1928 Konteradmiral und blieb dort bis 1932. Er wurde durch den Konteradmiral Siegfried Massmann abgelöst und am 30. September 1932 mit dem Charakter als Vizeadmiral aus der Marine verabschiedet.
Für die Kriegsmarine wurde er am 29. Juli 1940 wieder einberufen und war bis August 1940 zur Einweisung kommandiert. Von August 1940 bis April 1943 war er Oberwerftdirektor der Kriegsmarinewerft Drontheim. Am 1. August 1941 wurde er mit RDA Vizeadmiral z. V. Anschließend war er bis Juli 1943 beurlaubt und wurde am 31. Juli 1943 aus der Verfügung entlassen.